# Кінгстон (Нью-Мексико)
Кінгстон (англ. Kingston) — переписна місцевість (CDP) в США, в окрузі Сьєрра штату Нью-Мексико. Населення — 50 осіб (2020).

## Географія
Кінгстон розташований за координатами 32°55′2″ пн. ш. 107°42′34″ зх. д. / 32.91722° пн. ш. 107.70944° зх. д. (32.917334, -107.709559).  За даними Бюро перепису населення США в 2010 році переписна місцевість мала площу 0,52 км², уся площа — суходіл.

## Демографія
Згідно з переписом 2010 року, у переписній місцевості мешкали 32 особи в 20 домогосподарствах у складі 10 родин. Густота населення становила 62 особи/км².  Було 48 помешкань (93/км²).
Расовий склад населення:
| - 96,9 % — білих - 3,1 % — азіатів |

До двох чи більше рас належало 0,0 %. Частка іспаномовних становила 3,1 % від усіх жителів.
За віковим діапазоном населення розподілялося таким чином: 3,1 % — особи молодші 18 років, 62,5 % — особи у віці 18—64 років, 34,4 % — особи у віці 65 років та старші. Медіана віку мешканця становила 58,0 року. На 100 осіб жіночої статі у переписній місцевості припадало 166,7 чоловіків;  на 100 жінок у віці від 18 років та старших — 158,3 чоловіків також старших 18 років.
Цивільне працевлаштоване населення становило 0 осіб. 